# Шавров, Егор Михайлович
Егор Михайлович Шавров (1781 или 1782 — 1870) — русский переводчик, писатель и педагог XIX века.

## Биография
Родился в 1781 или 1782 году в Тверской губернии в семье священника церкви села Карцево, Кашинского уезда Тверской губернии, Михаила Семёновича Шаврова.
Первоначально учился в Псковской духовной семинарии. Затем окончил Педагогический институт. Будучи студентом, он перевёл (напечатанный уже после окончания института — в 1809 году) с французского языка на русский «Исторический, генеалогический, хронологический, географический атлас» маркиза де Ласказа (1766—1842). В свидетельстве об окончании педагогического института от 31 января 1808 года отмечалась, что по всем предметам Шавров «оказал отличные успехи».
Начиная с 1808 года Егор Михайлович был преподавателем изящных наук и философии в Псковской мужской гимназии, где 2 июня 1808 года, в день её открытия, он произнёс речь «Рассуждение о последствиях пренебрежения наук», впоследствии опубликованную. Дважды после увольнений директоров гимназии (в 1811 и 1816 гг.) он исполнял их обязанности. В 1816 году он был утверждён в должности директора Псковской гимназии и занимал её до 1838 года. Кроме того, с 1828 года он исполнял должность директора народных училищ Псковской губернии. В самом начале его деятельности в должности директора для гимназии был приобретён деревянный дом усадьбы сенатора Н. А. Беклешова, рядом с подворьем Спасо-Елизаровского монастыря.
Деятельность Е. М. Шаврова была замечена: 17 июня 1837 года он был награждён орденом Св. Станислава 3-й степени; 24 декабря того же года он был произведён в статские советники. После 30-летней службы в псковской гимназии Е. М. Шавров уволился по прошению 12 мая 1838 года.
В «Списке чинам Псковской губернии на 1843 год» было отмечено, что он состоял заседателем уездной Дворянской опеки и посредником размежевания.
По сведениям потомков, скончался Е. М. Шавров в своём имении Пустынки в возрасте 89 лет в 1870 году.

## Семья
13 сентября 1814 года Егор Михайлович Шавров женился на 24-летней лютеранке Шарлотте Генриетте Наталье (по-русски её звали Натальей Карловной) фон Стакельберг (Щтакельберг).
За 25 лет (с 1815 по 1840 год) у супругов появилось 8 детей, среди них три сына — Александр, Владимир и Константин. 27 сентября 1829 года Егор Михайлович стал коллежским советником и 24 ноября 1830 подал прошение о внесении его с сыновьями в дворянскую родословную книгу, которое было удовлетворено.

## Переводы и публикации
Кроме речи, произнесённой на открытие Псковской гимназии, и труда, переведённого ещё во время обучения в институте, Е. М. Шавров в 1813 году перевёл «Картину революции Европы» М. Коха.
Также, вероятно, Шаврову принадлежит и статья «О пансионе г. Кениг в г. Пскове».